# Утилизация химических источников тока

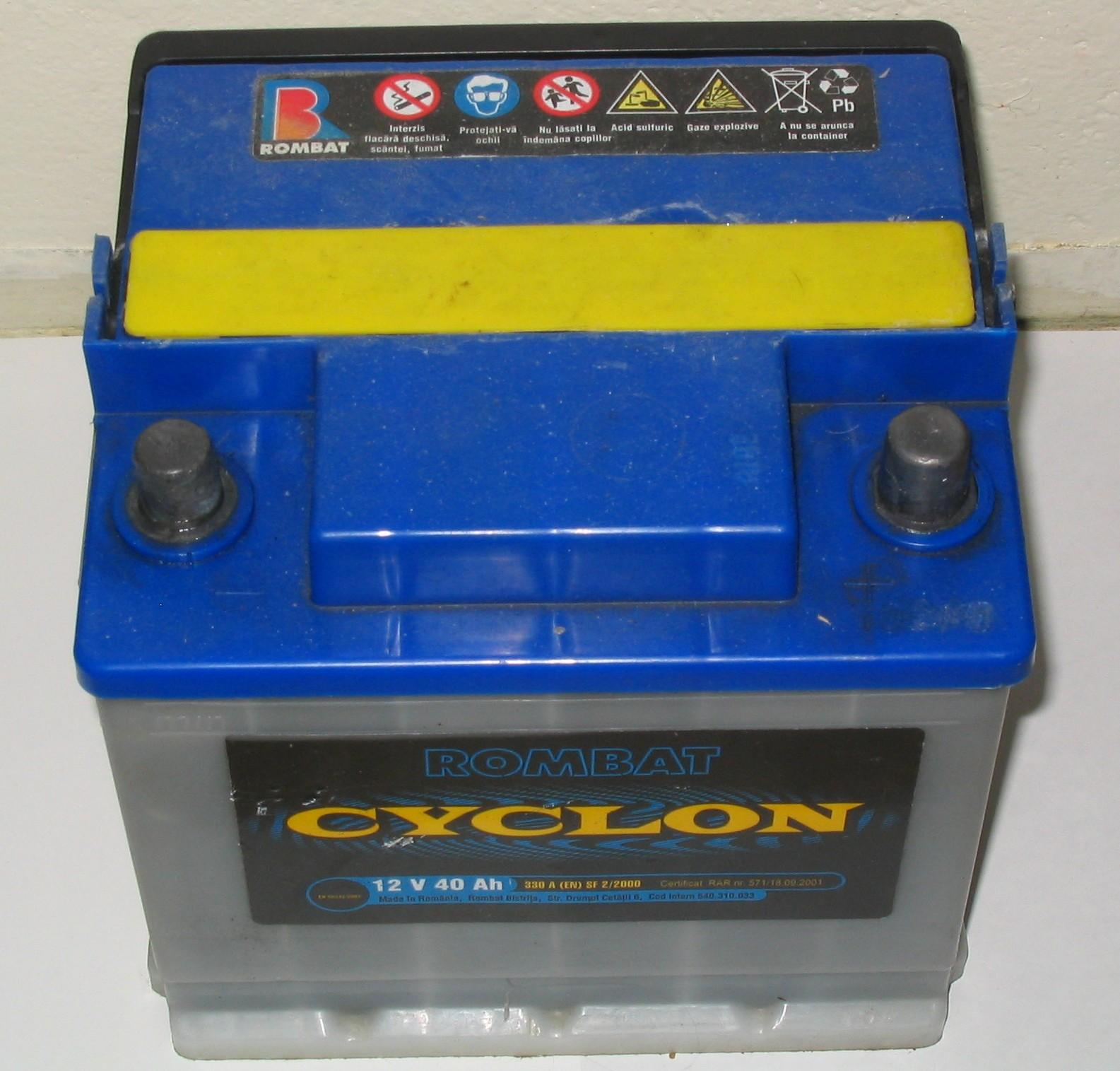

Утилизация химических источников тока — гальванических элементов, аккумуляторов и батареек  — проводится с целью уменьшения количества токсичных веществ в твердых бытовых отходах. 
Так, в аккумуляторах содержатся тяжелые металлы, кислоты, щёлочи, которые, попадая в воду или почву, наносят значительный ущерб окружающей среде. 
Их утилизация и дальнейшая переработка важна не только с точки зрения экологии, но и для получения ценного сырья (марганца, цинка, свинца и пр.).

## Свинцово-кислотные аккумуляторы
Этот тип аккумуляторов применяется в автомобилях, электромобилях, мотоциклах, источниках бесперебойного питания, различном промышленном оборудовании. Свинец является токсичным металлом, попадая в организм, он накапливается в костях, вызывая их разрушение. Кислоты, в частности наиболее распространённая в производстве батарей серная, также довольно опасны. При переработке подобных батарей сначала нейтрализуется кислота, затем корпус отделяется от свинцовых пластин, и всё это используется в переработке, в том числе и для производства новых батарей.

## Ртутно-цинковые аккумуляторы
Чаще всего используются в наручных часах, детских игрушках, медицинских устройствах и прочей малогабаритной технике. Ртутно-цинковые аккумуляторы содержат крайне вредную для окружающей среды и здоровья человека ртуть, которая со временем начинает разъедать стенки батареи и протекать, поэтому их следует утилизировать с особой тщательностью.

## Утилизация в России
Сейчас (2020-е) в РФ накапливается около миллиарда солевых и щелочных батареек (а также и аккумуляторы), но перерабатывается не более 3 %.
Проблема утилизации отработавших свинцово-кислотных аккумуляторных батарей (ОСКАБ) привлекла внимание российских властей. Постановлением Правительства Московской области от 24 августа 2004 г. № 522/31 утверждена программа Правительства Московской области «Сбор и переработка свинцово-кислотных аккумуляторов и свинецсодержащих отходов на территории Московской области на период 2004—2010 годов». 

В Москве действует пункт приёма аккумуляторов от населения и организаций при заводе по переработке.
Ситуация со сбором и утилизацией автомобильных аккумуляторов в России находится на стадии постепенной легализации. Это связано с отсутствием в действующем законодательстве необходимой нормативной базы — работа со свинецсодержащими отходами требует соответствующих классу опасности лицензий, в том числе на транспортировку, но далеко не все организации, которые занимаются приёмом, производят это легально. Опасность заключается в том, что нелегальные пункты сбора принимают батареи только со слитым электролитом, чем вынуждают население сливать экологически вредную кислоту самостоятельно. Пункты приёма, которые имеют лицензию, выдают справку об утилизации как организациям, так и частным лицам.

## Утилизация в Евросоюзе
На территории Евросоюза порядок сбора и утилизации батареек и аккумуляторов регулируется нормами Директивы 2006/66/EC принятой 6 сентября 2006 года Европарламентом и Советом Европы и вступившей в силу 26 сентября 2006 года.
В странах Европы в магазинах (супермаркетах) повсеместно стоят контейнеры для сбора потенциально токсичных отходов (батареек, КЛЛ-ламп и тп.).
Среди лидеров стран Евросоюза выделяют Германию, где показатель сбора использованных батареек составляет около 90 %. Не в последнюю очередь это стало возможным благодаря санкциям, что подразумевают штраф в 300 евро за выброшенные в мусорный бак батареи[уточнить].